# Thanasis Veggos
Thanasis Veggos (Grieks: Θανάσης Βέγγος), ook wel Thanasis Vengos gespeld, (Phalerum, 29 mei 1926 - Athene, 3 mei 2011) was een Grieks acteur, regisseur en filmproducent. 
Thanasis Veggos was getrouwd met Asimina Vengou van 1956 tot aan zijn dood met wie hij 2 kinderen had.

## Filmografie
- Magiki polis (1954)
- Katadikasmeni ki ap' to paidi tis (1955)
- Kyriakatikoi iroes (1956)
- O drakos (1956)
- To koritsi me ta mavra (1956)
- Maria Pentagiotissa (1957)
- To koritsi me ta paramythia (1957)
- Tsarouhi... pistoli... papigion... (1957)
- Ehei theio to koritsi (1957)
- Tis tyhis ta grammena (1957)
- To eispraktoraki (1958)
- Haroumenoi alites (1958)
- Kath' empodio gia kalo (1958)
- O Mimikos kai i Mary (1958)
- I ftoheia thelei kaloperasi (1958)
- Oi kavgatzides (1958)
- Diakopes stin Aigina (1958)
- Mono gia mia nyhta (1958)
- To koritsi tis amartias (1958)
- O Ilias tou 16ou (1959)
- To agorokoritso (1959)
- Gia to psomi kai ton erota (1959)
- Anthismeni amygdalia (1959)
- O theios apo ton Kanada (1959)
- Erotikes istories (1959)
- Ena nero, kyra Vangelio (1959)
- Gamilies peripeteies (1959)
- Periplanomenoi Ioudaioi (1959)
- Karagiozis, o adikimenos tis zois (1959)
- I avgi tou thriamvou (1960)
- Pothoi sta stahya (1960)
- I mousitsa (1960)
- Mia tou klefti... (1960)
- Madalena (1960)
- Enas Ellinas sto Parisi (1960)
- Pote tin Kyriaki (as Thanassis Veggos) (1960)
- Treis koukles ki ego! (1960)
- Ta dervisopaida (1960)
- Mitros kai Mitrousis stin Athina (1960)
- To Klotsoskoufi (1960)
- Tyflos angelos (1960)
- Oikogeneia Papadopoulou (1960)
- To rantevou tis Kyriakis (1960)
- Erotika paihnidia (1960)
- Eftyhos... trellathika! (1961)
- Ziteitai pseftis (1961)
- Poios tha krini tin koinonia (1961)
- Oi 900 tis Marinas (1961)
- Gia sena, tin agapi mou (1961)
- Diavolou kaltsa (1961)
- Diamanto (1961)
- I Liza kai i alli (1961)
- Oi haramofaides (1961)
- Lathos ston erota (1961)
- Myrtia (1961)
- Poia einai i Margarita (1961)
- Ta tessera adelfia (1961)
- Hamena oneira (1961)
- Min eidate ton Panai? (1962)
- I katara tis mannas (1962)
- O atsidas (1962)
- Douleies tou podariou (1962)
- Oi yperifanoi (1962)
- Astronaftes (1962)
- Gabros gia klamata (1962)
- I nyfi toskase (1962)
- Psila ta heria Hitler (1962)
- Zito i trella (1962)
- Yperohi optasia (1962)
- Vasilias tis gafas (1962)
- To pithari (1962)
- Tyfla na'hei o Marlon Brando (1963)
- To tyhero pantaloni (1963)
- O ippolytos kai to violi tou (1963)
- O trellaras (1963)
- Anisyha neiata (1963)
- Polytehnitis kai erimospitis (1963)
- O katafertzis (1964)
- Sholi gia soferines (1964)
- Ta didyma (1964)
- Tha se kano vasilissa (1964)
- Oi ftohodiavoloi (1964)
- O polyteknos (1964)
- Exo ftoheia kai kali kardia (1964)
- Einai enas... trellos, trellos, trellos Vengos (1965)
- O papatrehas (1966)
- Voitheia o Vengos, faneros praktor '000' (1967)
- Trellos, palavos kai Vengos (1967)
- Pare, kosme! (1967)
- Doktor Zi-Vengos (1968)
- 'Thou-Vou' Falakros praktor - Epiheirisis: Gis madiam (1969)
- Poios Thanasis! (1969)
- Ena asyllipto koroido (1969)
- O Thanasis, i Ioulietta kai ta loukanika (1970)
- Enas Vengos gia oles tis douleies (1970)
- Ti ekanes ston polemo Thanasi (1971)
- Diakopes sto Vietnam (1971)
- Enas xenoiastos palaviaris (1971)
- Thanasi, pare t' oplo sou (1972)
- O tsarlatanos (1973)
- O anthropos pou etrehe poly (1973)
- Diktator kalei... Thanasi (1973)
- O Thanasis sti hora tis sfaliaras (1976)
- Hilia hronia prin - Vyzantio: I giorti ton Kalendon (1977)
- Apo pou pane gia ti havouza (1978)
- O falakros mathitis (1979)
- O palavos kosmos tou Thanasi (1979)
- Vengos, o trellos kamikazi (1980)
- Thanasi, sfixe ki allo to zonari (1980)
- To megalo kanoni (1981)
- O Thanasis kai to katarameno fidi (1982)
- Trellos kai pasis Ellados (1983)
- Trelokomeion 'i Ellas' (video) (1988)
- O Thanasis sti hora tou 'tha'... (video) (1988)
- O protathlitis (video) (1989)
- Thanasis, o aisiodoxos (video) (1989)
- To didymo tis symforas (video) (1989)
- Krevati gia pente (video) (1989)
- Ipastinomos Thanassis (video) (1989)
- Prosohi... mas valane mpompa (video) (1990)
- Isyhes meres tou Avgoustou (1992)
- Zoi harisameni (1993)
- O lyhnos (voice) (1994)
- To vlemma tou Odyssea (1995)
- Vimata (1996)
- To ainigma (1998)
- Ola einai dromos (1998)
- Lilly's Story (2002)
- Psyhi vathia (2009)
- The Flight of the Swan (2011)

## Televisieseries
- Vengalika (1988)
- Astynomos Thanasis Papathanasis (1990)
- Peri anemon kai ydaton (2000)
- Erotas, opos erimos (2003)
- Kathrefti kathreftaki mou (2006)
- Eho ena mystiko... (2008)
- I Thessaloniki tis nostalgias mas (2009)

## Producties
- Voitheia o Vengos, faneros praktor '000' (1967)
- Trellos, palavos kai Vengos (1967)
- Doktor Zi-Vengos (1968)
- 'Thou-Vou' Falakros praktor - Epiheirisis: Gis madiam (1969)
- Poios Thanasis! (1969)
- Ena asyllipto koroido (1969)
- O anthropos pou etrehe poly (1973)
- Vengalika (1988, televisieserie)

## Trivia
- Veel van de rollen die hij speelde, had zijn naam Thansasis